# Cilindervormig draadwatje
Het cilindervormig draadwatje (Trichia favoginea) is een slijmzwam uit de familie Trichiidae. Het leeft saprotroof op dood hout in naaldbos en gemengd bos.

## Kenmerken

### Uiterlijke kenmerken
De sporocarpen staan dicht bij elkaar in groepen en staan zelden verspreid. De vorm is bolvormkig, ommgekeerd eivormig of kort cilindrisch.
Het plasmodium is wit of geel.

### Microscopische kenmerken
De elateren zijn glad of met kleine stekeltjes bezet en eindigen met korte punt van circa 10 μm lang. Ze zijn 4 tot 8 μm ik en hebben 3-5 glade spiralen. De sporen hebben kleine mazen en een brede zoom en zijn geornamenteerd met een grof netwerk en meten 13 tot 15 μm in diameter. De mazen hebben een hoogte van 0,5 tot 1,5 μm.

## Verspreiding
In Nederland komt het zeldzaam voor.

## Foto's

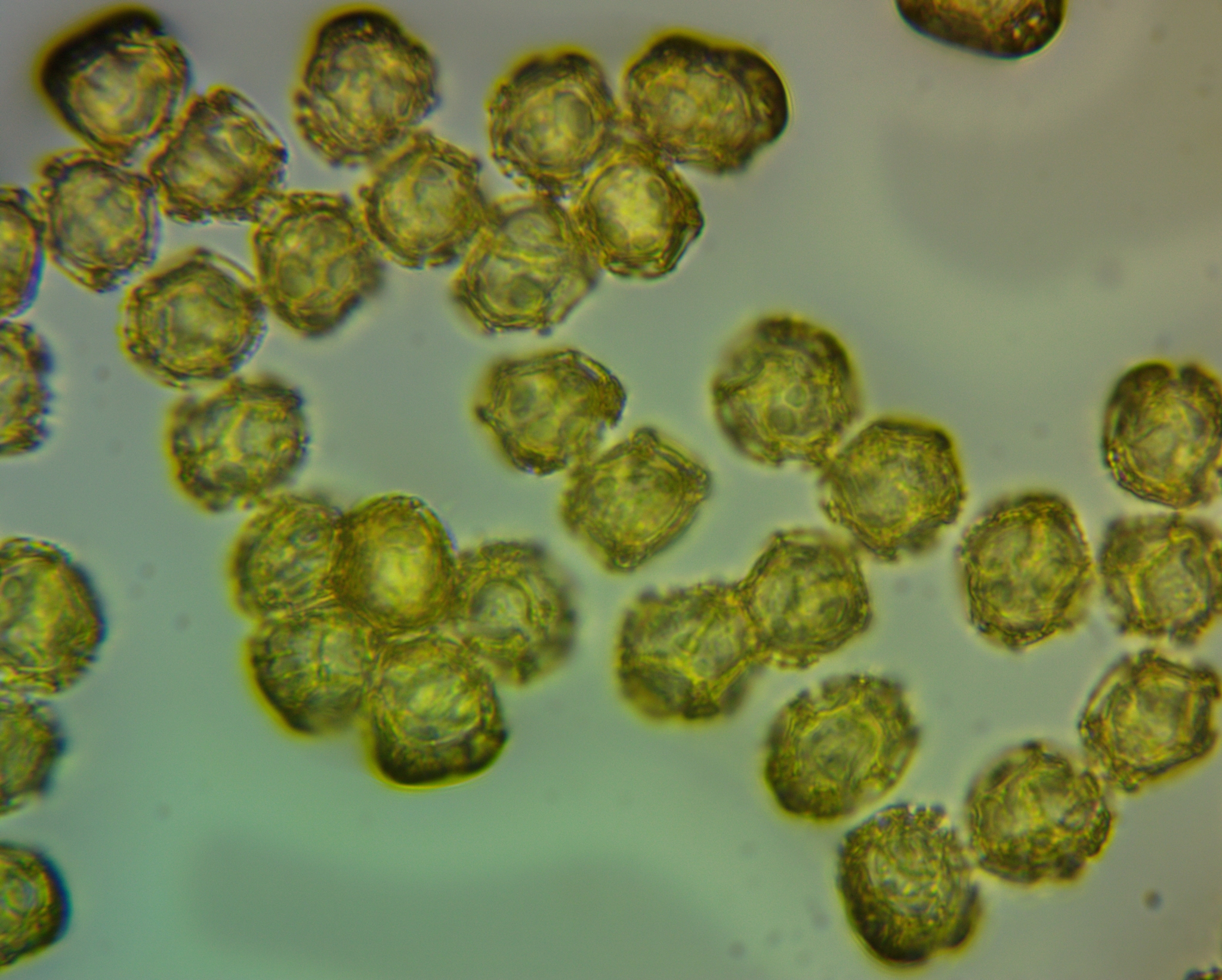
Sporen
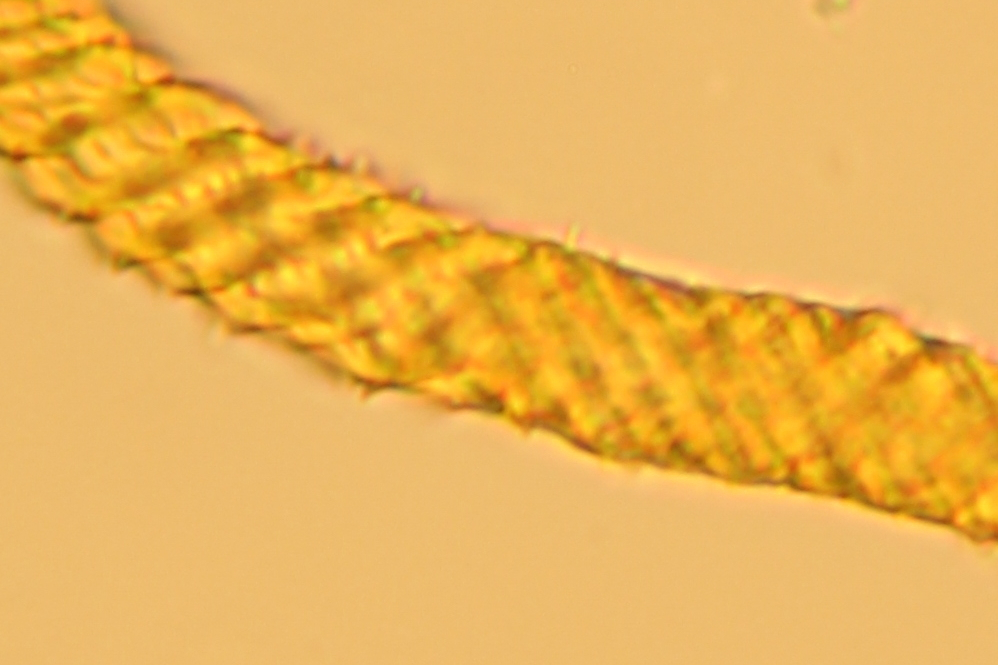
Elateren
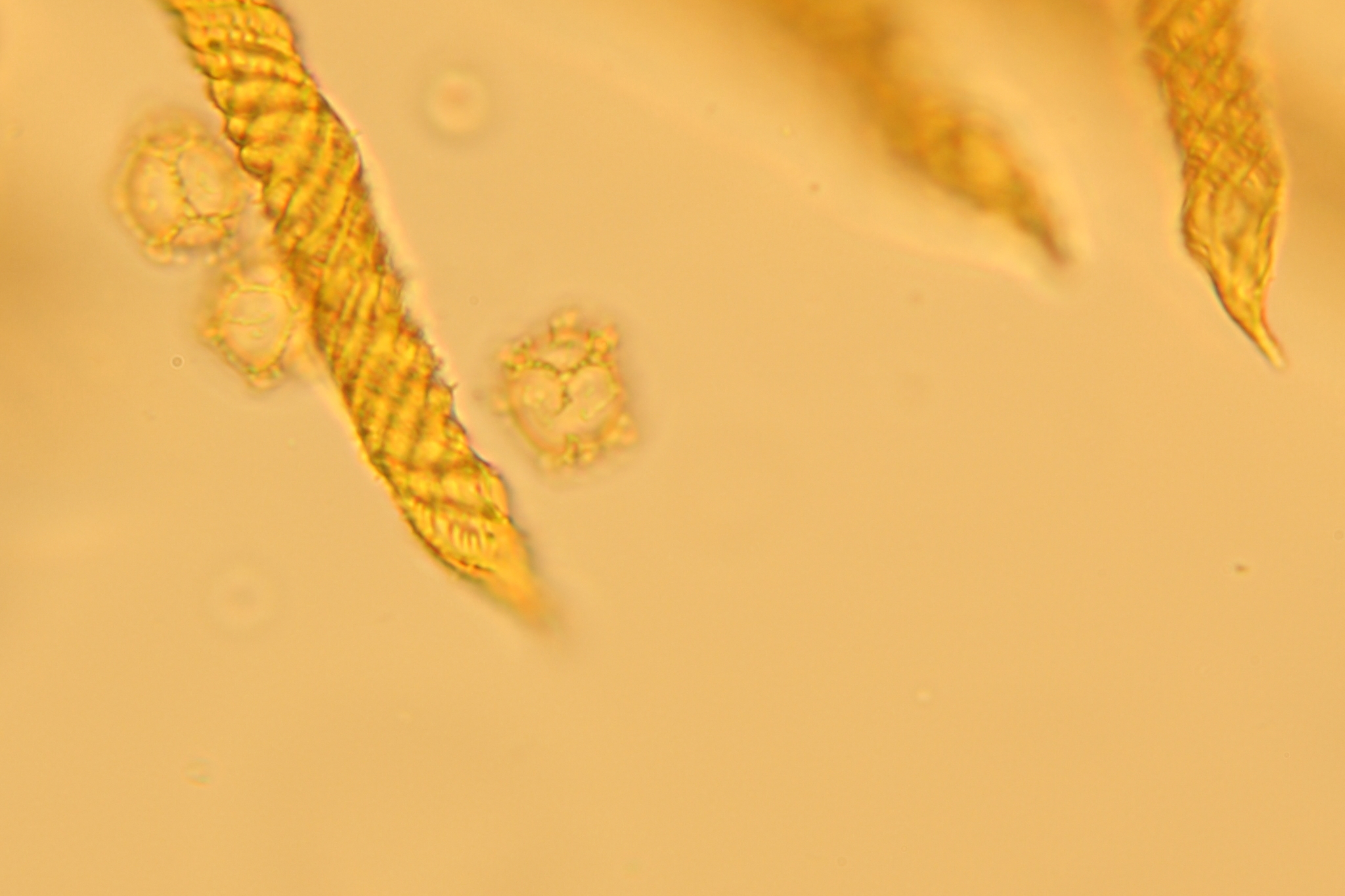
Punt van elateren